# أدريان ستورت
أدريان ستورت (بالإنجليزية: Adrien Sturt)‏مواليد 2 مايو 1986، هو لاعب كرة سلة أسترالي بدأ مسيرته الاحترافية في سنة 2007 يلعب في دوري كرة السلة البريطاني ويحمل الرقم 20.

## روابط خارجية
- أدريان ستورت على موقع كرة السلة الأوروبية.كوم (الإنجليزية)
- أدريان ستورت على موقع ريلجم (الإنجليزية)
- أدريان ستورت على موقع بروبوليرز (الإنجليزية)